# Acanthaspidia porrecta
Acanthaspidia porrecta är en kräftdjursart som beskrevs av Menzies och Schultz 1968. Acanthaspidia porrecta ingår i släktet Acanthaspidia och familjen Acanthaspidiidae. Inga underarter finns listade i Catalogue of Life.